# Они!
«Они!» (англ. Them!, 1954) — американский научно-фантастический художественный фильм с элементами фильма ужасов, одна из первых кинолент, поднявшая тему возможных опасных последствий испытаний ядерного оружия. Фильм был номинирован на премию Оскар в категории Лучшие спецэффекты, и в значительной степени определил направление развития кинофантастики и ужасов почти на 15 лет — вслед за ним было снято множество фильмов о гигантских чудовищах. Премьера фильма состоялась в Нью-Йорке 16 июня 1954 года; широкий прокат начался 19 июня. Фильм стал самым коммерчески успешным фильмом студии Warner Bros. в 1954 году, его сборы в США составили 2,2 миллиона долларов.

## Сюжет
Полицейский патруль во главе с сержантом Беном Петерсоном (Джеймс Уитмор) находит в пустыне Нью-Мексико возле шоссе девочку, которая явно находится в состоянии шока. Полицейские отвозят её в больницу и возвращаются в пустыню, чтобы провести расследование. Они находят разгромленный семейный трейлер, но людей в нём нет. Прибывшие агенты ФБР сообщают, что трейлер принадлежит семье их сотрудника, который был в отпуске. Полицейские и агенты находят странные следы, которые не удаётся опознать. Снимки следов отправляют доктору Гарольду Медфорду (Эдмунд Гвенн), который немедленно прилетает в Нью-Мексико со своей дочерью Пэт (Джоан Уэлдон), тоже ученым-биологом. Медфорды приходят к выводу, что следы могут принадлежать муравьям невероятных размеров, которые появились в результате мутации из-за повышенной радиации в районе ядерных испытаний. Поиски приводят к успеху — группа сталкивается с гигантским муравьём, а вскоре удаётся найти и муравейник. Задушив муравьёв газом и напалмом, группа с огнемётами спускается в туннели, чтобы уничтожить кладки яиц и предотвратить распространение опасных тварей. Однако оказывается, что как минимум две самки в сопровождении самцов, способные заложить новые муравейники, сумели вылететь из гнезда. Одна из них садится на борт океанского сухогруза, который военным удаётся утопить вместе с захватившими его муравьями. Другая после долгих поисков обнаружена в канализационных и дренажных туннелях под Лос-Анджелесом. Город, в котором начинают пропадать люди, переводят на военное положение. Начинается полномасштабная армейская операция по уничтожению гнезда чудовищ. Петерсону ценой собственной жизни удается спасти двоих пропавших детей. Муравьи уничтожены, но профессор Медфорд вовсе не уверен, что ядерный джинн, выпущенный из бутылки, не сулит человечеству новых катастроф.

## В ролях
- Джеймс Уитмор — полицейский Бен
- Джеймс Арнесс — агент ФБР Грэм
- Эдмунд Гвенн — доктор наук Медфорд
- Джоан Уэлдон — Пэт, дочь Медфорда
- Онслоу Стивенс — генерал О’Брайен
- Олин Хоуленд — Дженсен
- Дик Уэссел — железнодорожный детектив (в титрах не указан)
- Чарльз Мередит — официальный представитель Вашингтона (в титрах не указан)

## Подготовки к съёмкам
Фильм первоначально задумывался как цветной и трёхмерный, однако глава студии Джек Уорнер был не уверен в коммерческом потенциале картины и за два дня до начала съёмок приказал запускать её с минимальным бюджетом и в чёрно-белом варианте. Единственный цвет в фильме, это его название во вступительных титрах. От 3D-формата тоже отказались, но менять раскадровку не стали, из-за чего в фильме очень много сцен, характерных для трёхмерного формата, когда в пространстве между камерой и актёрами расположены какие-нибудь предметы.
Для съёмок были изготовлены управляемые механические куклы гигантских муравьёв в натуральную (для фильма) величину. Максимальное число муравьёв в одном кадре всегда равно трём, потому что именно столько кукол и было построено.

## Рецепция
"Мой любимый фильм ужасов 1950-х годов, - пишет Gordon Grice в 2007-м: - Предпосылка научно несостоятельна, но кажется достаточно убедительной на протяжении 94 минут: у муравьев есть наши организационные навыки, но нет нашего милосердия. В любой честной схватке они могли бы победить нас и, как ярко показано в фильме, содрать мясо с наших костей. Подтекст фильма о женщинах, обладающих слишком большой властью, каким-то образом добавляет ему жуткой привлекательности, даже если это оскорбляет мои политические взгляды".